# Issoire
Issoire là một xã trong tỉnh Puy-de-Dôme, thuộc vùng hành chính Auvergne-Rhône-Alpes của nước Pháp, có dân số là 13.373 người (thời điểm 1999). Xã nằm cạnh sông Allier

## Nhân khẩu học
| 1962   | 1968   | 1975   | 1982   | 1990   | 1999   |
| ------ | ------ | ------ | ------ | ------ | ------ |
| 10 454 | 11 886 | 13 673 | 13 674 | 13 559 | 13 773 |

## Các thành phố kết nghĩa
- Neumarkt in der Oberpfalz, Đức